# Штовхання ядра

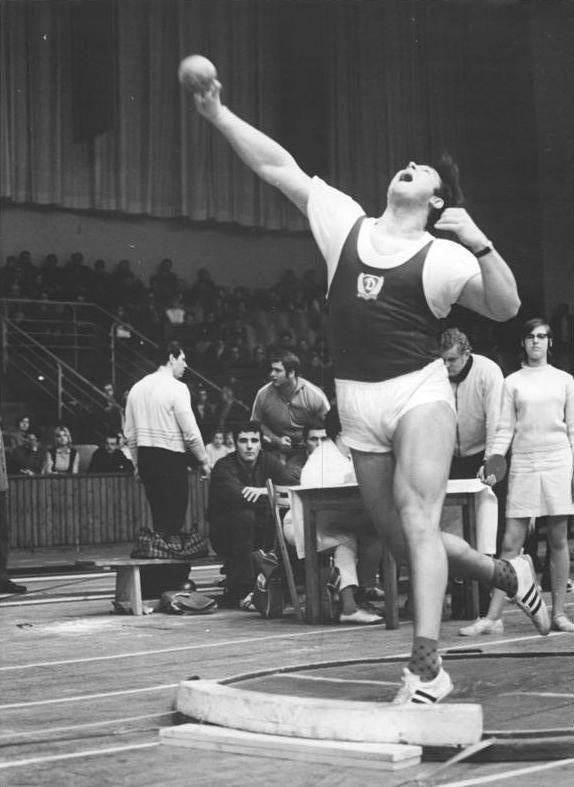

Штовхання ядра — легкоатлетична дисципліна, виштовхування важкої металевої кулі (ядра) на віддаль.
Вага ядра в чоловічих змаганнях становить 7,26 кг, в жіночих — 4 кг. Ядро штовхають із кола із сегментом, заввишки 10 см. Спортсмен не повинен виступати за бордюр або наступати на нього. Як правило, на змаганнях спортсмену дається 3 спроби. За результатами цих спроб відбираються фіналісти, які отримують право на ще три спроби.
Рекордсмен світу серед чоловіків Раян Кроузер, США. Його рекорд, 23 метри 37 сантиметрів, був установлений у 2021 році. Рекорд світу для залів належить теж Раяну Кроузеру і становить 22,82 м. Він встановлений у 2021 році.
Рекордсменка світу серед жінок Наталія Лісовська, СРСР. Її рекорд, 22 метри й 63 сантиметри, був установлений в 1987 році. Рекордсменкою світу для залів є Гелена Фібінґерова, Чехословаччина, її рекорд 22 м 50 см (1977).
Рекорд України — 21.84 м.  Роман Кокошко на чемпіонаті Європи у Стамбулі 03.03.2023, виграв бронзову медаль чемпіонату Європи з легкої атлетики в приміщенні у штовханні ядра та встановив новий національний рекорд
Рекорд України серед жінок — 21.69 м. Його встановила Віта Павлиш на змаганнях у Будапешті 20.08 1998 року.

## Чільна десятка метальників усіх часів

### Чоловіки
Станом на липень 2021
| Місце | Відстань | Спортсмен         | Країна        | Дата           | Місце    |
| ----- | -------- | ----------------- | ------------- | -------------- | -------- |
| 1.    | 23,37    | Раян Кроузер      | США           | 18 червня 2021 | Юджин    |
| 2.    | 23,12    | Ренді Барнс       | США           | 20 травня 1990 | Вествуд  |
| 3.    | 23,06    | Ульф Тіммерманн   | НДР           | 22 травня 1988 | Ханья    |
| 4.    | 22,91    | Алессандро Андреї | Італія        | 12 серпня 1987 | В'яреджо |
| 4.    | 22,91    | Джо Ковач         | США           | 05 жовтня 2019 | Доха     |
| 6.    | 22,90    | Томас Волш        | Нова Зеландія | 05 жовтня 2019 | Доха     |
| 7.    | 22,86    | Браян Олдфілд     | США           | 10 травня 1975 | Ель-Пасо |
| 8.    | 22,75    | Вернер Гюнтер     | Швейцарія     | 23 серпня 1988 | Берн     |
| 9.    | 22,67    | Кевін Тот         | США           | 19 квітня 2003 | Лоренс   |
| 10.   | 22,64    | Удо Баєр          | НДР           | 20 серпня 1986 | Берлін   |

### Жінки
Станом на липень 2021
| Місце | Відстань | Спортсменка        | Країна         | Дата           | Місце      |
| ----- | -------- | ------------------ | -------------- | -------------- | ---------- |
| 1.    | 22,63    | Наталія Лісовська  | СРСР           | 07 червня 1987 | Москва     |
| 2.    | 22,45    | Ілона Слюп'янек    | НДР            | 11 травня 1980 | Потсдам    |
| 3.    | 22,32    | Гелена Фібінгерова | Чехословаччина | 20 серпня 1977 | Нітра      |
| 4.    | 22,19    | Клаудія Лош        | ФРН            | 23 серпня 1987 | Гайнфельд  |
| 5.    | 21,89    | Іванка Христова    | Болгарія       | 04 липня 1976  | Белмекен   |
| 6.    | 21,86    | Маріанна Адам      | НДР            | 23 червня 1979 | Лейпциг    |
| 7.    | 21,76    | Лі Мейсу           | КНР            | 23 квітня 1988 | Шицзячжуан |
| 8.    | 21,73    | Наталія Ахріменко  | СРСР           | 21 травня 1988 | Леселідзе  |
| 9.    | 21,69    | Вікторія Павлиш    | Україна        | 09 червня 1998 | Будапешт   |
| 10.   | 21,66    | Суй Сіньмей        | КНР            | 21 серпня 1982 | Пекін      |